# 拉拉西讷斯
拉拉西讷斯（法語：La Racineuse，法語發音：[la ʁasinøz]）是法国索恩-卢瓦尔省的一个市镇，属于卢昂区。

## 地理
拉拉西讷斯（46°49'56"N, 5°9'22"E）面积7.11 平方千米，位于法国勃艮第-弗朗什-孔泰大區索恩-卢瓦尔省，该省份为法国中部省份，北起顺时针与科多尔省、汝拉省、安省、罗讷省、卢瓦尔省、阿列省和涅夫勒省接壤。
与拉拉西讷斯接壤的市镇（或旧市镇、城区）包括：布雷斯地区圣博内、布雷斯地区当皮埃尔、梅尔旺、布雷斯地区圣迪迪耶、布雷斯地区塞里尼。

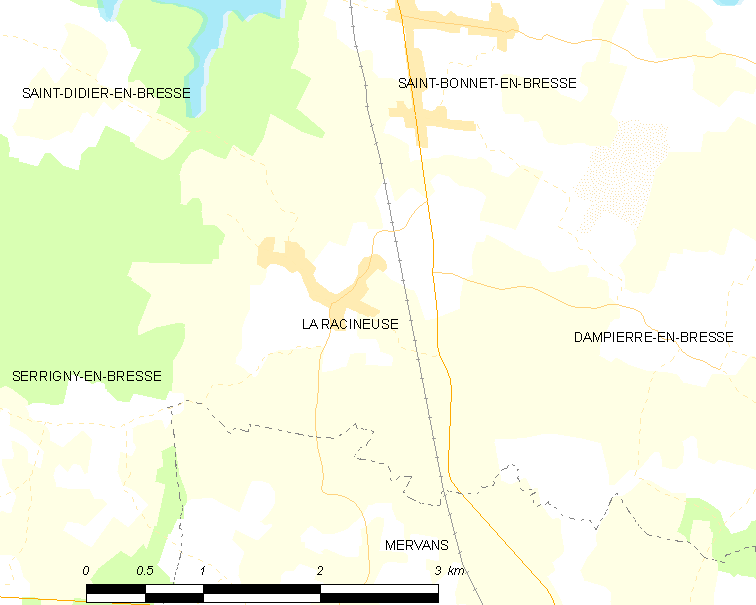
拉拉西讷斯的OSM定位图

拉拉西讷斯的时区为UTC+01:00、UTC+02:00（夏令时）。

## 行政
拉拉西讷斯的邮政编码为71310，INSEE市镇编码为71364。

## 政治
拉拉西讷斯所属的省级选区为皮埃尔德布雷斯县。

## 人口

1962-2008年间拉拉西讷斯人口变化图示

拉拉西讷斯于2022年1月1日时的人口数量为172人。